# Facundo Moreira
Maximiliano Facundo Moreira Burgos, noto semplicemente come Facundo Moreira (Montevideo, 27 febbraio 1989), è un calciatore uruguaiano, centrocampista dell'Academia Cantolao.

## Caratteristiche tecniche
È un mediano.

## Carriera
Cresciuto nel settore giovanile del Miramar Misiones, nel corso della sua carriera ha disputato oltre 150 presenze divise fra la massima divisione uruguaiana e venezuelana.